# Toxicocalamus longissimus
Toxicocalamus longissimus — вид отруйних змій родини аспідових (Elapidae). Ендемік Папуа Нової Гвінеї.

## Поширення й екологія
Toxicocalamus longissimus є ендеміками острова Вудларк в архіпелазі Д'Антркасто. Вони живуть в тропічних лісах, на висоті до 720 м над рівнем моря. Ведуть денний, напівриючий спосіб життя. Живляться черв'яками. Відкладають яйця.

## Збереження
МСОП класифікує цей вид як вразливий. Toxicocalamus longissimus загрожує знищення природного середовища.